# Coppa Svizzera 1941-1942
La Coppa Svizzera 1941-1942 è stata la 17ª edizione della manifestazione calcistica. È iniziata nell'agosto 1940 e si è conclusa il 25 maggio 1942. Questa edizione della coppa vide la vittoria finale del Grasshoppers.

## Regolamento
Turni ad eliminazione diretta in gara unica. In caso di paritá al termine dei tempi supplementari, la partita veniva ripetuta a campo invertito.

### 2º Turno Eliminatorio
| Squadra 1                     | Risultato     | Squadra 2                 |
| ----------------------------- | ------------- | ------------------------- |
| 16 novembre 1941              |               |                           |
| Berna                         | 6 - 0         | Langnau                   |
| Blue Stars Zurigo             | 3 - 0         | Adliswil                  |
| Brühl                         | 4 - 2         | Gossau                    |
| Chiasso                       | 2 - 0         | Olten                     |
| Club Athletique Ginevra       | 2 - 1         | Gland                     |
| Derendingen                   | 3 - 0         | Gerlafingen               |
| Dopolavoro Ginevra            | 1 - 4(d.t.s.) | International Ginevra     |
| Emmenbrücke                   | 0 - 2         | Bellinzona                |
| Erlinsbach                    | 1 - 6         | Aarau                     |
| Étoile-Sporting               | 6 - 5         | St. Imier                 |
| Friburgo                      | 6 - 1         | Zähringia Berna           |
| Kickers Lucerna               | 0 - 1         | Zugo                      |
| SCI Juventus Zurigo           | 3 - 1         | Lachen/Altendorf          |
| Mett                          | 0 - 3         | Bienne-Boujean            |
| Phönix Seen                   | 2 - 0         | Sciaffusa                 |
| Pratteln                      | 0 - 2         | Concordia Basilea         |
| Pro Daro                      | 1 - 3         | Locarno                   |
| Rasenspiele Basilea           | 0 - 6         | Birsfelden                |
| Soletta                       | 2 - 0         | Biberist                  |
| Stade Lausanne                | 2 - 1         | Montreux-Sports           |
| Urania Ginevra                | 1 - 0(d.t.s.) | Amicale Abattoirs Ginevra |
| Vevey                         | 6 - 1         | Neuveville                |
| Chippis                       | 1 - 1(d.t.s.) | Monthey                   |
| Malley                        | 3 - 3(d.t.s.) | Forward Morges            |
| 30 novembre 1941(Ripetizioni) |               |                           |
| Forward Morges                | 0 - 1         | Malley                    |
| Monthey                       | 4 - 2         | Chippis                   |

### 3º Turno Eliminatorio
| Squadra 1                     | Risultato     | Squadra 2               |
| ----------------------------- | ------------- | ----------------------- |
| 7 dicembre 1941               |               |                         |
| Bellinzona                    | 2 - 3         | Zugo                    |
| Blue Stars Zurigo             | 1 - 3         | Baden                   |
| Derendingen                   | 0 - 1         | Aurore Bienne           |
| Friburgo                      | 2 - 0         | Aarau                   |
| Helvetia Berna                | 0 - 3         | Berna                   |
| Kleinhüningen                 | 4 - 1         | Concordia Basilea       |
| Kreuzlingen                   | 0 - 2         | Brühl                   |
| Locarno                       | 1 - 0         | Altstetten              |
| Malley                        | 3 - 2         | Club Athletique Ginevra |
| Monthey                       | 1 - 3         | Vevey                   |
| Phönix Seen                   | 1 - 2         | Töss                    |
| Red Star                      | 1 - 0         | SCI Juventus Zurigo     |
| Seebach                       | 2 - 1         | Chiasso                 |
| Soletta                       | 3 - 0         | Grünstern               |
| Stade Lausanne                | 1 - 3         | Concordia Yverdon       |
| Urania Ginevra                | 2 - 1         | International Ginevra   |
| Bienne-Boujean                | 1 - 1(d.t.s.) | Étoile-Sporting         |
| Birsfelden                    | 2 - 2(d.t.s.) | Basilea                 |
| 14 dicembre 1941(Ripetizioni) |               |                         |
| Basilea                       | 1 - 0         | Birsfelden              |
| Étoile-Sporting               | 1 - 1(d.t.s.) | Bienne-Boujean          |

### Sedicesimi di Finale
| Squadra 1                    | Risultato     | Squadra 2         |
| ---------------------------- | ------------- | ----------------- |
| 21 dicembre 1941             |               |                   |
| Baden                        | 0 - 2         | Zugo              |
| Basilea                      | 3 - 0         | Young Boys        |
| Berna                        | 0 - 6         | Grenchen          |
| Bienne                       | 3 - 1         | Aurore Bienne     |
| Cantonal Neuchâtel           | 6 - 0         | Concordia Yverdon |
| Grasshoppers                 | 5 - 0         | Brühl             |
| Kleinhüningen                | 1 - 3         | Lucerna           |
| La Chaux-de-Fonds            | 3 - 1(d.t.s.) | Bienne-Boujean    |
| Losanna                      | 7 - 2         | Malley            |
| Lugano                       | 6 - 1         | Locarno           |
| Soletta                      | 1 - 0         | Nordstern         |
| Töss                         | 1 - 2         | San Gallo         |
| Vevey                        | 1 - 0         | Urania Ginevra    |
| Young Fellows                | 4 - 0         | Seebach           |
| Zurigo                       | 7 - 1         | Red Star          |
| Friburgo                     | 1 - 1(d.t.s.) | Servette          |
| 18 gennaio 1942(Ripetizione) |               |                   |
| Servette                     | 5 - 4(d.t.s.) | Friburgo          |

### Ottavi di Finale
| Squadra 1        | Risultato | Squadra 2          |
| ---------------- | --------- | ------------------ |
| 22 febbraio 1942 |           |                    |
| Lugano           | 5 - 1     | Zugo               |
| Servette         | 1 - 2     | Losanna            |
| 14 marzo 1942    |           |                    |
| Grasshoppers     | 5 - 0     | Bienne             |
| 15 marzo 1942    |           |                    |
| Basilea          | 6 - 1     | Soletta            |
| Grenchen         | 1 - 0     | Young Fellows      |
| Lucerna          | 5 - 0     | La Chaux-de-Fonds  |
| Vevey            | 1 - 3     | Cantonal Neuchâtel |
| Zurigo           | 4 - 3     | San Gallo          |

### Quarti di Finale
| Squadra 1          | Risultato      | Squadra 2    |
| ------------------ | -------------- | ------------ |
| 22 marzo 1942      |                |              |
| (*) Basilea        | 1 - 1 (d.t.s.) | Lugano       |
| Cantonal Neuchâtel | 0 - 6          | Losanna      |
| Lucerna            | 0 - 2          | Grasshoppers |
| Zurigo             | 2 - 3          | Grenchen     |

(*) Basilea qualificato per sorteggio con "lancio della moneta".

### Semifinali
| Squadra 1                   | Risultato      | Squadra 2 |
| --------------------------- | -------------- | --------- |
| 29 marzo 1942               |                |           |
| Grasshoppers                | 2 - 1          | Zurigo    |
| Basilea                     | 0 - 0 (d.t.s.) | Grenchen  |
| 4 aprile 1942 (ripetizione) |                |           |
| Basilea                     | 2 - 0          | Grenchen  |

### Finale
| Berna 6 aprile 1942, ore 15:00 UTC+2 | Grasshoppers | 0 – 0 (d.t.s.) | Basilea | Wankdorfstadion (11000 spett.)\| Arbitro: \| Grassi \| |
| Arbitro:                             | Grassi       |                |         |                                                        |

### Finale (ripetizione)
| Arbitro: | Lutz (Ginevra) |

|                                |           |                     |
| Grubenmann 46’ (52) Neukom 71’ | Marcatori | 15’ (37) Schmiedlin |